# Portogallo ai Giochi della XXIV Olimpiade
Il Portogallo partecipò ai Giochi della XXIV Olimpiade, svoltisi a Seul, Corea del Sud, dal 17 settembre al 2 ottobre 1988, con una delegazione di 64 atleti impegnati in quattordici discipline.